# Fatou Jeng
Fatou Jeng is een Gambiaanse klimaatactiviste.Ze werd uitgeroepen tot de 30 meest invloedrijke jonge Gambianen van 2019.

## Biografie
Jeng was een student aan de Universiteit van Gambia en was de eerste vrouwelijke voorzitter van de studentenvereniging van de universiteit. Vervolgens ging ze studeren aan de Universiteit van Sussex, waar ze haar master in milieu, ontwikkeling en beleid volgt.

## Activisme
De acties van Jeng zijn gericht op educatie, behoud en het planten van bomen. Ze was organisator van de National Youth Conference on Climate Change (ICPD25) in augustus 2019.. Ze is landencoördinator en lid van de raad van bestuur van de klimaatorganisatie Plant-for-the-Planet en organisator van de Fridays for Future-beweging. Ze was moderator en gastspreker voor verschillende nationale en internationale programma's over klimaatverandering, waaronder COP23 in 2017 en COP24 in 2018.
Jeng richtte ook de door jongeren geleidde non-profitorganisatie Clean Earth Gambia op. Het doel van de organisatie is om bewustzijn te creëren over kwesties met betrekking tot het milieu, met name de klimaatverandering. Ze hield zich ook bezig om meer dan 500 schoolkinderen te onderwijzen en op te leiden over klimaatverandering en milieukwesties aan lokale gemeenschappen.
In 2019 was ze een van de dertig geselecteerde mensen voor de allereerste UNFCC YouNGO, de jongerendelegatie bij de klimaatonderhandelingen. Op de conventie van de Verenigde Naties was ze een drijvende kracht voor het indienen van een beleid over gender en klimaatverandering, evenals de beleidsverantwoordelijke voor vrouwen en gender. Ook in 2019 hielp ze bij het faciliteren van jongerenbetrokkenheid tijdens de Africa Climate-week.
In december 2020 maakte Jeng deel uit van een wereldwijde groep van negen vrouwelijke en non-binaire activisten die een brief aan de wereldleiders publiceerden op Thomson Reuters Foundation News, getiteld "As the Paris Agreement on Climate Change marks five years, urgent action on climate threats is needed now" ("Aangezien het Akkoord van Parijs over klimaatverandering al vijf jaar oud is, zijn er nu dringende acties nodig op het gebied van bedreigingen voor het klimaat"). De internationale groep omvatte ook Mitzi Jonelle Tan (Filipijnen), Belyndar Rikimani (Salomonseilanden), Leonie Bremer (Duitsland), Laura Veronica Muñoz (Colombia), Saoi O'Connor (Ierland), Disha Ravi (India), Hilda Flavia Nakabuye (Oeganda) en Sofía Hernández Salazar (Costa Rica).
In 2021 werd ze erkend als een van de Top 100 Young African Conservation Leaders door de jongerenorganisatie van de YMCA, de African Wildlife Foundation en de WWF.